# Solanum subg. Brevantherum
Solanum subg. Brevantherum es un subgénero del género Solanum. Incluye las siguientes seccionesː

## Especies
- Solanum sect. Brevantherum
- Solanum sect. Gonatotrichum